# 213

213(이백십삼)은 212보다 크고 214보다 작은 자연수다.

## 수학
- 합성수로, 그 약수는 1, 3, 71, 213이다. 진약수의 합은 75이므로, 213은 부족수다.
  - 69번째 반소수다. 앞의 반소수는 209, 다음 반소수는 214다.
- {\displaystyle 213=51+70+92}
  - 연속하는 세 오각수의 합으로 나타낼 수 있는 수다. 이 성질을 지닌 앞의 수는 156, 다음 수는 279다.
- {\displaystyle 70^{2}-1}은 213으로 나누어떨어진다.

## 과학·기술
- NGC 213: 물고기자리 방향에 있는 막대나선은하.
- 213 릴레아(영어판): 소행성.
- 코스모스 213(영어판): 소련의 무인 우주선.

## 교통

### 철도
- 철도차량
  - 일본국유철도 213계 전동차(일본어판)
- 철도역
  - 서울 지하철 2호선 구의역의 역번호.
  - 부산 도시철도 2호선 대연역의 역번호.
  - 대구 도시철도 2호선은 213번 역이 없고, 216번부터 시작한다.

### 도로
- 일본 213번 국도(일본어판): 오이타현 벳푸시에서 나카쓰시까지 이어지는 일본의 국도.
- 현도 제213호선

## 군사
- U-213(영어판, 독일어판): 제2차 세계 대전에 사용된 나치 독일의 군용 잠수함.

## 문화유산
- 대한민국의 국보 제213호: 금동탑
- 대한민국의 보물 제213호: 삼척 죽서루 (해제)[a]
- 대한민국의 사적 제213호: 서울 우정총국

## 방송
- 스카이라이프의 SPOTV 프라임2 채널 번호.
- 지니 TV의 법률방송 채널 번호.
- KT HCN의 MX 채널 번호.

## 기타
- 날짜: 2월 13일
- 연도: 213년, 기원전 213년
- 213: 미국의 힙합 밴드.